# Expo/Crenshaw (Metro de Los Ángeles)
Expo/Crenshaw es una estación del Metro de Los Ángeles. Forma parte de la línea E y es la terminal de la línea K. Fue inaugurada el 28 de abril de 2012 como parte de la línea E y el 7 de octubre de 2022 como parte de la línea K.
La estación se encuentra localizada en Exposition Boulevard en Crenshaw Manor, Los Ángeles. La Autoridad de Transporte Metropolitano del Condado de Los Ángeles es la encargada por el mantenimiento y administración de la estación.

## Descripción y servicios
La estación Expo/Crenshaw cuenta con 1 plataforma central y 2 vías, tanto en la línea E como en la línea K. 